# Léon Benett

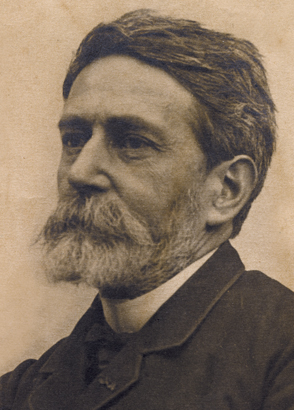
Léon Benett

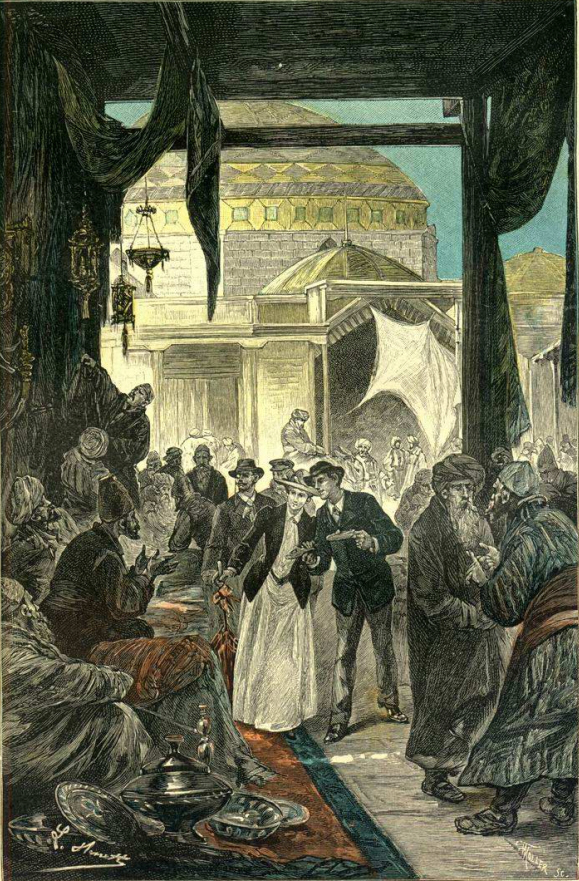
Basar in Samarkand, illustriert für den Roman Claudius Bombarnac von Jules Verne

Hippolyte Léon Benett (* 1838 in Orange, Vaucluse; † 1917 in Toulon, Var) war ein französischer Maler und Illustrator.
Als Angestellter der Regierung reiste Léon Benett durch Algerien, Indochina, Martinique und Neukaledonien und fertigte auf seinen Reisen Landkarten an. 
Seine Eindrücke fanden sich auch in den Zeichnungen und Illustrationen mehrerer Bücher wieder, unter anderem bei Jules Verne, Victor Hugo, Lew Nikolajewitsch Tolstoi, Thomas Mayne Reid, Paschal Grousset, Camille Flammarion und anderen Schriftstellern.
Ab 1867 war er mit Marguerite Olivier verheiratet und hatte mit ihr vier Kinder.